# Malina (imię)
Malina – imię żeńskie, które prawdopodobnie jest zdrobnieniem imienia Magdalena, powstałym na gruncie kilku języków wschodniosłowiańskich bądź w Skandynawii. Rada Języka Polskiego ma wątpliwości dotyczące nadawania tego imienia ludziom.
Malina obchodzi imieniny 24 sierpnia.
Znane osoby o imieniu Malina:
- Malin Åkerman – kanadyjska aktorka pochodzenia szwedzkiego
- Mălina Călugăreanu – rumuńska florecistka
- Malina Michalska – polska tancerka, propagatorka jogi
- Malin Moström – szwedzka futbolistka
- Mălina Olinescu – rumuńska piosenkarka
- Malina Prześluga – polska dramatopisarka i pisarka
- Malina Weissman – amerykańska aktorka, modelka